# Никопольская и Превезская епархия
Никопо́льская и Преве́зская епархия (греч. Ιερά Μητρόπολη Νικοπόλεως και Πρεβέζης) — епархия «Северных земель» Элладской православной церкви, подчинённая также Константинопольской православной церкви, с кафедрой в городе Превеза. Создана в 1881 году.

## Епископы
- Амвросий (Константинидис) (24 августа 1881 — 4 июля 1885)
- Иероним (Горгиас) (5 августа 1885 — 11 января 1890)
- Иоаким (Сгурос) (11 января 1890 — 1 августа 1891)
- Неофит (Папаконстантину) (1 августа — 27 октября 1891)
- Константин (Вафидис) (2 январи 1892 — 1 августа 1891)
- Гавриил (Ятрудакис) (1 август 1896 — 16 октября 1899)
- Коcма (Евморфопулос) (19 октября 1899 — 14 сентября 1901)
- Дорофей (Маммелис) (18 сентября 1901 — 25 октября 1908)
- Нафанаил (Папаникас) (25 октября 1908 — 13 января 1910)
- Иоаким (Валасиадис) (13 марта 1910 — 26 сентябри 1931)
- Димитрий (1931—1935) в/у, митрополит Левкадский
- Иоанн (января 1935 — 22 март 1936), в/у, митрополит Веллийский и Коницкий
- Андрей (Мандудис) (22 марта 1936 — 29 июля 1952)
- Стилиан (Корнарос) (12 октября 1952 — 17 января 1980)
- Мелетий (Каламарас) (1 марта 1980 — 21 июня 2012)
- Хризостом (Циринкас) (с 6 октября 2012)